# Liste der Kulturdenkmale in Oberwartha
Die Liste der Kulturdenkmale in Oberwartha umfasst die Kulturdenkmale der Dresdner Gemarkung Oberwartha. Die Anmerkungen sind zu beachten.
Diese Liste ist eine Teilliste der Liste der Kulturdenkmale in Dresden. 

Diese Liste ist eine Teilliste der Liste der Kulturdenkmale in Sachsen.

## Legende
- Bild: Bild des Kulturdenkmals, ggf. zusätzlich mit einem Link zu weiteren Fotos des Kulturdenkmals im Medienarchiv Wikimedia Commons. Wenn man auf das Kamerasymbol klickt, können Fotos zu Kulturdenkmalen aus dieser Liste hochgeladen werden:
- Bezeichnung: Denkmalgeschützte Objekte und ggf. Bauwerksname des Kulturdenkmals
- Lage: Straßenname und Hausnummer oder Flurstücknummer des Kulturdenkmals. Die Grundsortierung der Liste erfolgt nach dieser Adresse. Der Link (Karte) führt zu verschiedenen Kartendiensten mit der Position des Kulturdenkmals. Fehlt dieser Link, wurden die Koordinaten noch nicht eingetragen. Sind diese bekannt, können sie über ein Tool mit einer Kartenansicht einfach nachgetragen werden. In dieser Kartenansicht sind Kulturdenkmale ohne Koordinaten mit einem roten bzw. orangen Marker dargestellt und können durch Verschieben auf die richtige Position in der Karte mit Koordinaten versehen werden. Kulturdenkmale ohne Bild sind an einem blauen bzw. roten Marker erkennbar.
- Datierung: Baubeginn, Fertigstellung, Datum der Erstnennung oder grobe zeitliche Einordnung entsprechend des Eintrags in der sächsischen Denkmaldatenbank
- Beschreibung: Kurzcharakteristik des Kulturdenkmals entsprechend des Eintrags in der sächsischen Denkmaldatenbank, ggf. ergänzt durch die dort nur selten veröffentlichten Erfassungstexte oder zusätzliche Informationen
- ID: Vom Landesamt für Denkmalpflege Sachsen vergebene, das Kulturdenkmal eindeutig identifizierende Objekt-Nummer. Der Link führt zum PDF-Denkmaldokument des Landesamtes für Denkmalpflege Sachsen. Bei ehemaligen Kulturdenkmalen können die Objektnummern unbekannt sein und deshalb fehlen bzw. die Links von aus der Datenbank entfernten Objektnummern ins Leere führen. Ein ggf. vorhandenes Icon  führt zu den Angaben des Kulturdenkmals bei Wikidata.

## Oberwartha
| Bild                                    | Bezeichnung | Lage                            | Datierung                                                                                   | Beschreibung | ID       |
| --------------------------------------- | --- | ------------------------------- | ------------------------------------------------------------------------------------------- | --- | -------- |
|                                         | Landhaus Küster | Dorotheenstraße 7 (Karte)       | um 1908 (Villa)                                                                             | Villa mit Garten (Gartendenkmal); zeittypischer Villenbau mit parkähnlichem Garten, im Zusammenhang mit der Erschließung Oberwarthas als Höhenluftkurort mit Villenkolonie errichtet, stadtentwicklungsgeschichtliche und baugeschichtliche Bedeutung. | 09275136 |
|                                         | Villa Hübner (ehem.), Villa Helena (ehem.) | Dorotheenstraße 9 (Karte)       | 1907 (Villa)                                                                                | zeittypischer Villenbau mit schlichter Putzfassade, im Zusammenhang mit der Erschließung Oberwarthas als Höhenluftkurort mit Villenkolonie errichtet, stadtentwicklungsgeschichtliche und baugeschichtliche Bedeutung. | 09275137 |
|                                         | Haus Forsteck | Dorotheenstraße 11 (Karte)      | bezeichnet 1904 (Villa)                                                                     | Villa mit Gartenhaus, Einfriedung und Teilen der Gartengestaltung; Anwesen beeindruckendes Beispiel der Villenarchitektur nach 1900, Fassaden und Innenausstattung des Hauptbaus gestalterisch qualitätvoll, zur Gartengestaltung gehören die Zuwegung zu den Hauseingängen (gepflastert und geschlämmt), die Böschungsgestaltung mit Steinsetzung im Vorgarten und die terrassierte Böschung auf der Gartenseite der Villa, baugeschichtlich, künstlerisch und stadtentwicklungsgeschichtlich bedeutend. | 09275138 |
|                                         | Hygienisches Erholungsheim Waldfrieden (ehem.)                                                                                                   | Dorotheenstraße 15 (Karte)      | 1908 (Villa)                                                                                | Villa mit Einfriedung; Reformstilarchitektur, mit Motiven der traditionellen Landhausarchitektur, im Zusammenhang mit der Erschließung Oberwarthas als Höhenluftkurort mit Villenkolonie errichtet, stadtentwicklungsgeschichtliche und baugeschichtliche Bedeutung. | 09275139 |
|                                         | Haus Abendröte | Dorotheenstraße 17 (Karte)      | um 1908 (Wohnhaus)                                                                          | Wohnhaus in offener Bebauung; Reformstilarchitektur, im Zusammenhang mit der Erschließung Oberwarthas als Höhenluftkurort mit Villenkolonie errichtet, stadtentwicklungsgeschichtliche und baugeschichtliche Bedeutung. | 09275140 |
|                                         | Haus Morgensonne | Dorotheenstraße 19 (Karte)      | um 1905 (Wohnhaus)                                                                          | Wohnhaus in offener Bebauung; zeittypisches, ländliches Wohnhaus, im Zusammenhang mit der Erschließung Oberwarthas als Höhenluftkurort mit Villenkolonie errichtet, stadtentwicklungsgeschichtliche und baugeschichtliche Bedeutung. | 09275141 |
| Weitere Bilder                          | Einzeldenkmale der Sachgesamtheit Pumpspeicherwerk Niederwartha (ID-Nr. 09303201): Schieberhaus, Wasserschlösser, obere Druckrohrleitungen       | Friedensallee (Karte)           | 1927-1930 (Pumpspeicherwerk)                                                                | Einzeldenkmale der Sachgesamtheit Pumpspeicherwerk Niederwartha: Schieberhaus (Apparatehaus, Drosselklappenhaus), Wasserschlösser, obere Druckrohrleitungen (Triebwasserleitungen); baugeschichtlich, ortshistorisch und technikgeschichtlich sowie künstlerisch bedeutend, zudem singulär. | 09275193 |
| Weitere Bilder                          | Dorflinde mit Gedenktafel | Fritz-Arndt-Platz (Karte)       | bezeichnet 1918 (Kupferplatte)                                                              | platzbildprägende, 400 Jahre alte Gerichtslinde, Kupferplatte zum Gedenken an die im Ersten Weltkrieg gefallenen Soldaten von Oberwartha, ortsgeschichtlich von Bedeutung. | 09275123 |
|                                         | Wohnstallhaus, Seitengebäude, Einfriedung und Toranlage eines ehemaligen Dreiseithofes                                                           | Fritz-Arndt-Platz 2 (Karte)     | 1851 (Wohnstallhaus), bezeichnet 1831 (Toreinfahrt)                                         | bildet mit benachbartem Klostergut bemerkenswertes ländliches Ensemble, als Zeugnis ländlicher Architektur und Volksbauweise und der historischen Dorfstruktur Oberwarthas baugeschichtlich und ortsgeschichtlich von Bedeutung. | 09275122 |
| Weitere Bilder                          | Sachgesamtheit Klostergut mit Einzeldenkmalen | Fritz-Arndt-Platz 3 (Karte)     | 16. Jh. (Wohn- u. Nebengebäude)                                                             | Sachgesamtheit Klostergut mit folgenden Einzeldenkmalen: Hauptgebäude, Stallgebäude, Wohnnebengebäude, zwei Scheunen, Kelleranlagen, Garten mit künstlicher Ruine, Stützmauern und angelegtem Teich sowie Teile der Einfriedung (Einzeldenkmalliste ID-Nr. 09275124); Anlage baugeschichtlich, ortshistorisch und personengeschichtlich sowie künstlerisch bedeutend. | 09306708 |
| Weitere Bilder                          | Hauptgebäude, Stallgebäude, Wohnnebengebäude, Garten mit künstlicher Ruine, Stützmauern und angelegtem Teich (Einzeldenkmale zu ID-Nr. 09306708) | Fritz-Arndt-Platz 3 (Karte)     | 16. Jh. (Wohn- u. Nebengebäude), bezeichnet 1892 (Pferde- u. Schafstall)                    | Einzeldenkmale der Sachgesamtheit Klostergut: Hauptgebäude, Stallgebäude, Wohnnebengebäude, zwei Scheunen, Kelleranlagen, Garten mit künstlicher Ruine, Stützmauern und angelegtem Teich sowie Teile der Einfriedung; Anlage baugeschichtlich, ortshistorisch und personengeschichtlich sowie künstlerisch bedeutend. | 09275124 |
|                                         | Wohnstallhaus und Scheune mit Stallungen eines Bauernhofes                                                                                       | Gustav-Voigt-Straße 18 (Karte)  | bezeichnet 1786 (Wohnstallhaus), bezeichnet 1786 (Bauernhof)                                | beide Gebäude mit Fachwerkobergeschoss, authentisches bäuerliches Anwesen aus der zweiten Hälfte des 18. Jahrhunderts, als Zeugnis ländlicher Architektur und Volksbauweise baugeschichtlich und ortsgeschichtlich von Bedeutung. | 09275126 |
|                                         | Wohnhaus, zwei Stallgebäuden, Scheune und Hofmauer eines Dreiseithofes                                                                           | Gustav-Voigt-Straße 20 (Karte)  | 1. Hälfte 19. Jahrhundert (Bauernhaus), 1. Hälfte 19. Jahrhundert (Bauernhof)               | Wohnhaus mit Fachwerkobergeschoss und -giebel, authentisches bäuerliches Anwesen aus der ersten Hälfte des 19. Jahrhunderts, als Zeugnis ländlicher Architektur und Volksbauweise baugeschichtlich und ortsgeschichtlich von Bedeutung. | 09275125 |
|                                         | Wohnstallhaus eines Dreiseithofes | Gustav-Voigt-Straße 24 (Karte)  | bezeichnet 1842 (Wohnstallhaus)                                                             | Wohnstallhaus mit Fachwerkobergeschoss, als Zeugnis ländlicher Architektur und Volksbauweise baugeschichtlich und ortsgeschichtlich von Bedeutung. | 09275121 |
| Direkt Bild zu diesem Denkmal hochladen | Stützmauer | Hässige Straße (Karte)          | 1890er Jahre (Stützmauer)                                                                   | entlang der Straße von Nummer 1 bis 1b und vor Nummer 3 bis Kreuzung mit Liebknechtstraße verlaufend - in zwei Ortsteilen (Oberwartha und Cossebaude), ortsbildprägend und ortsgeschichtlich bedeutend. | 09275152 |
|                                         | Villa Vera | Hässige Straße 6 (Karte)        | um 1900 (Villa)                                                                             | Villa mit Einfriedung; markanter Villenbau der Jahrhundertwende mit hohem Dach, Turmanbau, Veranda, Zierfachwerk usw., baugeschichtlich bedeutend. | 09275153 |
| Direkt Bild zu diesem Denkmal hochladen | Wohnhaus in offener Bebauung | Liebknechtstraße 52 (Karte)     | um 1910 (Wohnhaus)                                                                          | mit Zierfachwerk, Reformstil- und Jugendstilelemente, im Zusammenhang mit der Erschließung Oberwarthas als Höhenluftkurort mit Villenkolonie errichtet, stadtentwicklungsgeschichtliche und baugeschichtliche Bedeutung. | 09275147 |
| Weitere Bilder                          | Lochmühle, ehem. Mühlengebäude | Lotzebachstraße 27 (Karte)      | bezeichnet 1809 (Mühle)                                                                     | markantes Fachwerkgebäude mit seitlichem Portal, ortsgeschichtlich (ehemalige Wassermühle am Lotzebach) und baugeschichtlich von Wert sowie landschaftsgestalterisch bedeutend. | 09275133 |
|                                         | Schulgebäude (ehem.) | Max-Schwan-Straße 4 (Karte)     | bezeichnet 1908 (Schule)                                                                    | markanter Bau der Reformarchitektur nach 1900, mit hohem Satteldach und hervorgehobenem Eingangsbereich, Akzentsetzung durch wenige, aber bewusst angeordnete Details, baugeschichtlich und ortsgeschichtlich bedeutend. | 09275134 |
|                                         | Wohnstallhaus, Auszüglerhaus, Scheune und Hofeingangsmauer eines Dreiseithofes                                                                   | Rudolf-Förster-Straße 1 (Karte) | bezeichnet 1610 (Wohnstallhaus), bezeichnet 1830 (Scheune)                                  | Wohnstallhaus mit Fachwerkobergeschoss, authentisches bäuerliches Anwesen von 1610, als Zeugnis ländlicher Architektur und Volksbauweise baugeschichtlich und ortsgeschichtlich von Bedeutung. | 09275128 |
|                                         | Wohnstallhaus, Seitengebäude und Scheune eines Dreiseithofes                                                                                     | Rudolf-Förster-Straße 3 (Karte) | bezeichnet 1807 (Wohnstallhaus)                                                             | Seitengebäude mit Fachwerkobergeschoss, authentisches bäuerliches Anwesen von 1807, als Zeugnis ländlicher Architektur und Volksbauweise baugeschichtlich und ortsgeschichtlich von Bedeutung. | 09275129 |
|                                         | drei Wohnstallhäuser, Scheune, Hofeinfahrt und Einfriedungsmauer eines Bauernhofes                                                               | Rudolf-Förster-Straße 5 (Karte) | nach 1800 (Wohnstallhaus)                                                                   | Wohnstallhäuser zum Teil mit Fachwerkobergeschoss, authentisches bäuerliches Anwesen von Anfang des 19. Jh., als Zeugnis ländlicher Architektur und Volksbauweise baugeschichtlich und ortsgeschichtlich von Bedeutung. | 09275130 |
|                                         | Wohnhaus, Auszugshaus und Wohnstallhaus eines Bauernhofes                                                                                        | Rudolf-Förster-Straße 7 (Karte) | Mitte 19. Jh. (Bauernhaus), 1676 (Wohnstallhaus), um 1800 (Auszugshaus), 1908 (Toreinfahrt) | Wohnhaus, Auszugshaus und Wohnstallhaus eines Bauernhofes, mit nach hinten abschließender Mauer und Hofeinfahrt mit Einfriedung und zwei Steinbänken; Gebäude mit Fachwerkobergeschoss, authentisches bäuerliches Anwesen um 1850, als Zeugnis ländlicher Architektur und Volksbauweise baugeschichtlich und ortsgeschichtlich von Bedeutung. | 09275131 |
| Weitere Bilder                          | Einzeldenkmale der Sachgesamtheit Pumpspeicherwerk Niederwartha (ID-Nr. 09303201): Einlaufbauwerk, obere Druckrohrleitungen                      | Zur Schäferei (Karte)           | 1927-1930 (Pumpspeicherwerk)                                                                | Einzeldenkmale der Sachgesamtheit Pumpspeicherwerk Niederwartha: Einlaufbauwerk, obere Druckrohrleitungen (Triebwasserleitungen); baugeschichtlich, ortshistorisch und technikgeschichtlich sowie künstlerisch bedeutend, zudem singulär. | 09275193 |
| Direkt Bild zu diesem Denkmal hochladen | Wohnhaus, Scheune und Einfriedungsmauerstück mit Pforte eines Bauernhofes                                                                        | Zur Schäferei 1 (Karte)         | bezeichnet 1835 (Bauernhaus)                                                                | beide Gebäude mit Fachwerk, charakteristisches ländliches Anwesen vor 1850, bemerkenswert durch eine Vielzahl erhaltener Details aus der Entstehungszeit (Datierung, Inschrift, Halbrundbogenfenster am Giebel usw.), baugeschichtlich und ortsgeschichtlich bedeutend. | 09275117 |
| Weitere Bilder                          | Wohnnebengebäude, zwei Scheunen (Einzeldenkmale zu ID-Nr. 09306708)                                                                              | Zur Schäferei 4 (Karte)         | 16. Jh. (Wohn- u. Nebengebäude), bezeichnet 1892 (Pferde- u. Schafstall)                    | Einzeldenkmale der Sachgesamtheit Klostergut: Hauptgebäude, Stallgebäude, Wohnnebengebäude, zwei Scheunen, Kelleranlagen, Garten mit künstlicher Ruine, Stützmauern und angelegtem Teich sowie Teile der Einfriedung; Anlage baugeschichtlich, ortshistorisch und personengeschichtlich sowie künstlerisch bedeutend. | 09275124 |

## Ausführliche Denkmaltexte
1. 1 2  
Einzeldenkmale der Sachgesamtheit Pumpspeicherwerk Niederwartha: Maschinenhaus (Krafthaus), Betriebs- und Schaltanlagengebäude (Verwaltungsgebäude einschließlich Schaltstation), Mehrzweckgebäude (Werkstattgebäude), Umspannstation einschließlich Kompressorenhaus und Einstiegsbauten (1960er Jahre), unteren Druckrohrleitungen (Triebwasserleitungen), Schieberhaus (Apparatehaus, Drosselklappenhaus), Wasserschlössern, oberen Druckrohrleitungen (Triebwasserleitungen) und Einlaufbauwerk, des Weiteren mit Fläche des Werksgeländes, unterem Speicherbecken (Unterbecken) und oberem Speicherbecken (Oberbecken) (Sachgesamtheitsteile), dazu die Technik aus den 1950er und 1960er Jahren insbesondere im Krafthaus, Verwaltungsgebäude, Drosselklappenhaus und Einlaufbauwerk; nach Entwürfen des Architekten Emil Högg errichtet, erstes leistungsstarkes reines Pumpspeicherwerk der Welt, galt als eine technische Pionierarbeit, eine der markantesten Industriearchitekturen von Dresden; nach dem Zweiten Weltkrieg Demontage der technischen Anlagen als Reparationsleistung an die Sowjetunion, Wiederaufbau 1957–1960; baugeschichtlich, ortshistorisch und technikgeschichtlich sowie künstlerisch bedeutend, zudem singulär.
2. 1 2 3  
Ende des 19. Jh. Umbau zu schlossartiger Anlage, heutiges Aussehen geprägt von historistischer Überformung im Stil der Neorenaissance, Hauptgebäude über annähernd winkelförmigem Grundriss, westlich davon länglicher Pferde- und Schafstall, östlich stehendes Wohnnebengebäude, im rückwärtigen Bereich des Grundstückes zwei großen Scheunen (Zur Schäferei 4), Gartengestaltung mit mittlerweile stark verfallener künstlicher Ruine und Teich, diverse Kelleranlagen, Einfriedung noch fragmentarisch erhalten.